# USS Gurnard (SS-254)
USS Gurnard (SS-254) là một tàu ngầm lớp Gato từng phục vụ cùng Hải quân Hoa Kỳ trong Chiến tranh Thế giới thứ hai. Nó là chiếc tàu chiến đầu tiên của Hải quân Hoa Kỳ được đặt cái tên này, theo tên một loài trong họ Cá chào mào. Nó đã phục vụ trong suốt Thế chiến II tại cả hai mặt trận Đại Tây Dương và Thái Bình Dương, thực hiện tổng cộng chín chuyến tuần tra, đánh chìm mười tàu Nhật Bản với tổng tải trọng 57.866 tấn. Được cho ngừng hoạt động sau khi xung đột chấm dứt vào năm 1945, con tàu cuối cùng bị bán để tháo dỡ vào năm 1961. Gurnard được tặng thưởng danh hiệu Đơn vị Tuyên dương Hải quân cùng sáu Ngôi sao Chiến trận do thành tích phục vụ trong Thế Chiến II.

## Thiết kế và chế tạo
Lớp tàu ngầm Gato được thiết kế cho mục đích một tàu ngầm hạm đội nhằm có tốc độ trên mặt nước cao, tầm hoạt động xa và vũ khí mạnh để tháp tùng hạm đội chiến trận. Con tàu dài 311 ft 9 in (95,02 m) và có trọng lượng choán nước 1.525 tấn Anh (1.549 t) khi nổi và 2.424 tấn Anh (2.463 t) khi lặn. Chúng trang bị động cơ diesel dẫn động máy phát điện để cung cấp điện năng cho bốn động cơ điện, đạt được công suất 5.400 shp (4.000 kW) khi nổi và 2.740 shp (2.040 kW) khi lặn, cho phép đạt tốc độ tối đa 21 hải lý trên giờ (39 km/h) và 9 hải lý trên giờ (17 km/h) tương ứng. Tầm xa hoạt động là 11.000 hải lý (20.000 km) khi đi trên mặt nước ở tốc độ 10 hải lý trên giờ (19 km/h) và có thể hoạt động kéo dài đến 75 ngày và lặn được sâu tối đa 300 ft (90 m).
Lớp tàu ngầm Gato được trang bị mười ống phóng ngư lôi 21 in (530 mm), gồm sáu ống trước mũi và bốn ống phía phía đuôi tàu, chúng mang theo tối đa 24 quả ngư lôi. Vũ khí trên boong tàu gồm một hải pháo 3 inch/50 caliber, và thường được tăng cường một khẩu pháo phòng không Bofors 40 mm nòng đơn và một khẩu đội Oerlikon 20 mm nòng đôi, kèm theo súng máy .50 caliber và .30 caliber. Tiện nghi cho thủy thủ đoàn bao gồm điều hòa không khí, thực phẩm trữ lạnh, máy lọc nước, máy giặt và giường ngủ cho hầu hết mọi người, giúp họ chịu đựng cái nóng nhiệt đới tại Thái Bình Dương cùng những chuyến tuần tra kéo dài đến hai tháng rưỡi.
Gurnard được đặt lườn tại xưởng tàu của hãng Electric Boat Company ở Groton, Connecticut vào ngày 2 tháng 9, 1941. Nó được hạ thủy vào ngày 1 tháng 6, 1942, được đỡ đầu bởi cô Suzanne Slingluff, và được cho nhập biên chế cùng Hải quân Hoa Kỳ vào ngày 18 tháng 9, 1942 dưới quyền chỉ huy của Hạm trưởng, Thiếu tá Hải quân Charles Herbert Andrews.

## Lịch sử hoạt động

### Mặt trận Đại Tây Dương

#### Chuyến tuần tra thứ nhất
Sau khi hoàn tất việc chạy thử máy huấn luyện tại các vùng biển ngoài khơi New London, Connecticut và Newport, Rhode Island, Gurnard khởi hành vào ngày 2 tháng 11, 1942 để đi sang Rosneath, Scotland, đến nơi vào ngày 15 tháng 11. Con tàu được phái đi chuyến tuần tra đầu tiên trong vịnh Biscay từ ngày 28 tháng 11 đến ngày 27 tháng 12, khi nó phục kích dọc bờ biển Tây Ban Nha để tấn công các tàu vượt phong tỏa Đức. Không tìm thấy mục tiêu nào, cuối cùng nó quay trở về Căn cứ Tàu ngầm Hải quân New London vào ngày 9 tháng 2, 1943 để sửa chữa và cải biến, và chuẩn bị để được điều động sang khu vực Mặt trận Thái Bình Dương.

### Mặt trận Thái Bình Dương

#### Chuyến tuần tra thứ hai
Đi đến Trân Châu Cảng vào ngày 26 tháng 5, Gurnard lên đường vào ngày 12 tháng 6 cho chuyến tuần tra thứ hai. Vào ngày 29 tháng 6, nó phóng ngư lôi gây hư hại cho hai tàu chở hàng đối phương, rồi né tránh được 24 quả mìn sâu do tàu khu trục đối phương truy đuổi thả xuống. Nó tiếp tục gây hư hại cho nhiều tàu bè khác cho đến ngày 11 tháng 6, khi nó đánh chìm tàu chở hàng Taiko Maru (1.925 tấn) tại tọa độ 12°53′B 131°49′Đ / 12,883°B 131,817°Đ. Sau khi tiêu phí hết số ngư lôi mang theo, nó quay trở về Trân Châu Cảng ngang qua đảo Midway vào ngày 26 tháng 7 để được tái trang bị.

#### Chuyến tuần tra thứ ba
Trong chuyến tuần tra thứ ba từ ngày 6 tháng 9 đến ngày 28 tháng 10 tại khu vực biển Đông, Gurnard phát hiện một đoàn tàu vận tải lúc gần nữa đêm ngày 7 tháng 10 ở về phía Tây đảo Luzon, Philippines, tiếp cận lúc 01 giờ 39 phút sáng ngày 8 tháng 10, đánh chìm được tàu chở hàng Taian Maru (5.655 tấn) và tàu chở hành khách Dainichi Maru (5.813 tấn). Nó kết thúc chuyến tuần tra khi quay trở về Trân Châu Cảng.

#### Chuyến tuần tra thứ tư
Tiến hành chuyến tuần tra thứ tư tại bờ biển Đông Nam đảo Honshū, Nhật Bản, vào ngày 24 tháng 12, Gurnard phát hiện một đoàn tàu vận tải, và đến 07 giờ 10 phút nó tấn công, đánh chìm các tàu buôn Seizan Maru No. 2 (1.898 tấn) và Tofuku Maru (5.857 tấn). Các tàu khu trục đối phương đã phản công, thả hơn 80 quả mìn sâu tấn công chiếc tàu ngầm nhưng không có kết quả. Nó còn tiếp tục gây hư hại cho một tàu buôn khác vào ngày 27 tháng 12, rồi quay trở về Trân Châu Cảng vào ngày 7 tháng 1, 1944. Nó được gửi về vùng bờ Tây để đại tu.

#### Chuyến tuần tra thứ năm

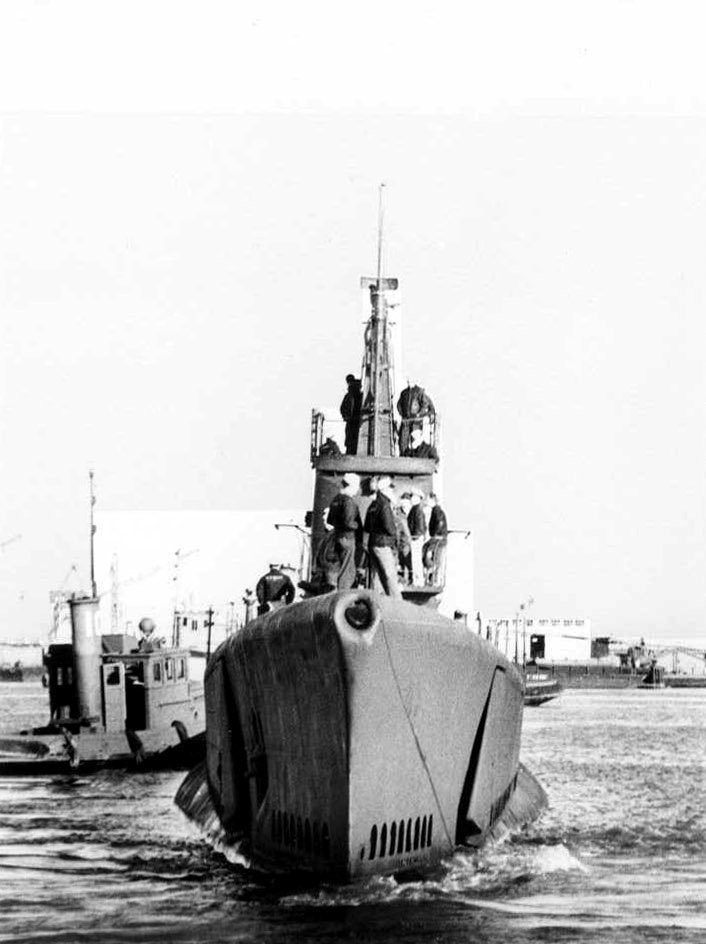
Gurnard sau khi được đại tu, ngoài khơi Mare Island, California, ngày 14 tháng 3 năm 1944.

Rời Trân Châu Cảng vào ngày 16 tháng 4 cho chuyến tuần tra thứ năm, Gurnard hướng sang khu vực phía Đông biển Celebes, nơi nó ghi được một trong những thành tích tải trọng tàu cao nhất từ bị đánh chìm trong một chuyến tuần tra. Vào ngày 6 tháng 5, nó lần lượt đánh chìm tàu chở hàng Tenshinzan Maru (6.886 tấn), tàu chở hành khách Taijima Maru (6.995 tấn), và tàu chở hành khách Aden Maru (5.824 tấn); đoàn tàu này đang vận chuyển lực lượng 40.000 binh lính mà Nhật Bản đang gửi sang để đối đầu với lực lượng Tây Nam Thái Bình Dương dưới quyền Đại tướng Douglas MacArthur, và đã bị tổn thất khoảng gần một nữa lực lượng được chuyên chở trên ba con tàu. Các tàu hộ tống phản công với khoảng 100 quả mìn sâu nhưng chiếc tàu ngầm né tránh được. Đến ngày 24 tháng 5, chiếc tàu ngầm lại tiếp tục phóng ngư lôi đánh chìm tàu chở dầu Tatekawa Maru (10.090 tấn). Nó quay trở về căn cứ tại Fremantle, Australia để tái trang bị vào ngày 11 tháng 6.

#### Chuyến tuần tra thứ sáu
Trong chuyến tuần tra thứ sáu từ ngày 8 tháng 7 đến ngày 5 tháng 9 tại các vùng biển Banda, Molucca, Celebes, Sulu và Mindanao, Gurnard không tìm được mục tiêu nào phù hợp. Nó được tiếp nhiên liệu tại Darwin, Lãnh thổ Bắc Úc rồi tiếp tục tuần tra tại eo biển Peleng, gây hư hại cho một tàu buôn đối phương trước khi quay trở về Fremantle vào ngày 5 tháng 9.

#### Chuyến tuần tra thứ bảy
Trong chuyến tuần tra thứ bảy từ ngày 9 tháng 10 đến ngày 17 tháng 11, Gurnard hoạt động ngoài khơi Borneo, và vào ngày 3 tháng 11 đã đánh chìm được tàu chở hàng Taimei Maru (6.923 tấn) sau cuộc săn đuổi kéo dài 18 giờ.

#### Chuyến tuần tra thứ tám và thứ chín
Trong hai chuyến tuần tra sau cùng từ ngày 11 tháng 12, 1944 đến ngày 1 tháng 2, 1945 và từ ngày 10 tháng 3, đến ngày 9 tháng 5, Gurnard tiến hành tranh sát khu vực vịnh Cam Ranh và tham gia một đội phối hợp tác chiến "Bầy sói" vốn còn bao gồm các tàu ngầm Hammerhead (SS-364) và Boarfish (SS-327). Tuy nhiên mục tiêu phù hợp đã trở nên hiếm hoi và nó không ghi thêm được chiến công nào. Chiếc tàu ngầm kết thúc chuyến tuần tra thứ chín tại Trân Châu Cảng vào ngày 9 tháng 5, và đi đến Xưởng hải quân Mare Island vào ngày 18 tháng 5 để được đại tu.
Hoàn tất công việc trong xưởng tàu, Gurnard quay trở lại Trân Châu Cảng đúng vào lúc Nhật Bản chấp nhận đầu hàng vào ngày 15 tháng 8, giúp chấm dứt vĩnh viễn cuộc xung đột. Nó thực hiện chuyến đi khứ hồi giữa Trân Châu Cảng và Midway, rồi quay trở về San Francisco, California vào ngày 11 tháng 9, nơi nó được cho xuất biên chế vào ngày 27 tháng 11, 1945, và được đưa về Hạm đội Dự bị Thái Bình Dương.

### 1949 - 1960
Vào ngày 1 tháng 7, 1949, Gurnard được chuyển đến Xưởng hải quân San Francisco để tái kích hoạt thành một tàu huấn luyện, rồi được kéo đến Trân Châu Cảng vào ngày 9 tháng 12, 1949 để phục vụ cho việc huấn luyện của Hải quân Dự bị Hoa Kỳ. Con tàu lại được kéo đến Tacoma, Washington vào ngày 18 tháng 5, 1953 và tiếp tục vai trò huấn luyện dự bị cho đến tháng 6, 1960. Tên nó được cho rút khỏi danh sách Đăng bạ Hải quân vào ngày 1 tháng 5, 1961, và con tàu bị bán cho hãng National Metal and Steel Corporation tại Terminal Island, Los Angeles để tháo dỡ vào ngày 26 tháng 9, 1961.

## Phần thưởng
Gurnard được tặng thưởng danh hiệu Đơn vị Tuyên dương Hải quân cùng sáu Ngôi sao Chiến trận do thành tích phục vụ trong Thế Chiến II. Nó được ghi công đã đánh chìm mười tàu Nhật Bản với tổng tải trọng 57.866 tấn.
|  |                           |  |
|  | Silver star · Bronze star |  |

| Dãi băng Hoạt động Tác chiến  | Dãi băng Hoạt động Tác chiến                                            | Đơn vị Tuyên Dương Hải quân                                             | Đơn vị Tuyên Dương Hải quân          |
| Huân chương Chiến dịch Hoa Kỳ | Huân chương Chiến dịch Châu Á-Thái Bình Dương với 6 Ngôi sao Chiến trận | Huân chương Chiến dịch Châu Á-Thái Bình Dương với 6 Ngôi sao Chiến trận | Huân chương Chiến thắng Thế Chiến II |